# Paracomitas gypsata
Paracomitas gypsata är en snäckart som först beskrevs av Watson 1881.  Paracomitas gypsata ingår i släktet Paracomitas och familjen Turridae. Inga underarter finns listade i Catalogue of Life.